# Emilio Barbero
Emilio Barbero Núñez (Valladolid, 1898-Sevilla, 10 de agosto de 1936) fue un político republicano de Andalucía, España, de origen vallisoletano, ejecutado víctima de la represión del bando franquista durante la Guerra Civil.
Interventor de ferrocarriles, casado en 1931 y padre de tres hijos, era miembro de Acción Republicana y, después, de Izquierda Republicana, concejal y teniente de alcalde del ayuntamiento de Sevilla desde las elecciones municipales de 1931 que dieron lugar a la proclamación de la República. Fue detenido por los sublevados en la Guerra Civil el 3 de agosto de 1936, en su domicilio, siendo ejecutado en la hacienda de Hernán Cebolla, carretera de Carmona, junto al padre del nacionalismo andaluz, Blas Infante, los diputados José González Fernández de Labandera y Manuel Barrios Jiménez y el funcionario municipal, Fermín de Zayas.